# Psilopleura pentheri
Psilopleura pentheri là một loài bướm đêm thuộc phân họ Arctiinae, họ Erebidae.